# Rhipidocephala speciosa
Rhipidocephala speciosa là một loài ruồi trong họ Asilidae. Rhipidocephala speciosa được Oldroyd miêu tả năm 1966. Loài này phân bố ở vùng nhiệt đới châu Phi.